# Брандт, Герман (скрипач)
Герман Иоганн Теодор Брандт (нем. Hermann Johann Theodor Brandt; 26 марта 1842, Гамбург — 27 декабря 1910, Нью-Йорк) — немецко-американский скрипач.
Окончил Лейпцигскую консерваторию, ученик Фердинанда Давида. В 1868—1873 гг. концертмейстер Немецкой оперы в Праге.
С 1873 г. жил и работал в США. Был концертмейстером в оркестре Теодора Томаса в Нью-Йорке, затем руководил струнным квартетом в Сан-Франциско. После создания, также под руководством Томаса, Чикагского симфонического оркестра был концертмейстером и там. Был дружен с Кларенсом Эдди и выступал вместе с ним.
Сын — Герман Брандт-младший, виолончелист. Дочь — пианистка Лилиан Райт.